# Sergei Alifirenko
Sergei Alifirenko, né le 21 janvier 1959 à Vanadzor, est un tireur sportif russe d'origine arménienne.

## Carrière
Sergei Alifirenko participe aux Jeux olympiques de 2000 à Sydney où il remporte le titre olympique dans l'épreuve du pistolet 25 mètres. Lors des Jeux olympiques de 2004, il remporte la médaille de bronze également dans l'épreuve du pistolet 25 mètres.